# Luka Cruysberghs

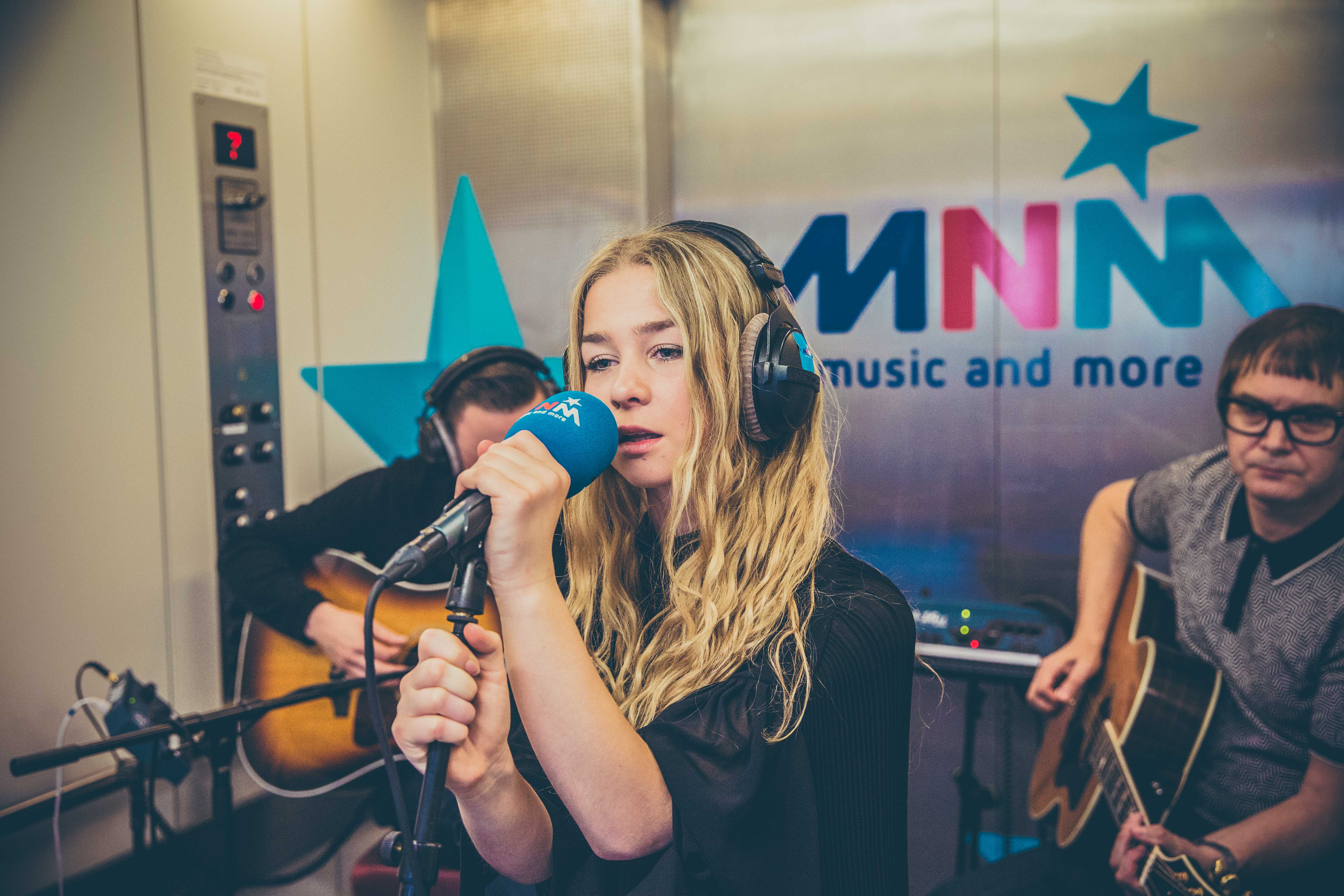
Luka Cruysberghs mit Hooverphonic, 2018

Luka Cruysberghs (* 5. Dezember 2000 in Leuven) ist eine belgische Popsängerin.

## Leben
Im Alter von 12 Jahren bewarb sie sich für die Teilnahme am Junior Eurovision Song Contest, wurde aber nicht ausgewählt.
2017 nahm sie als Kandidatin an der 5. Staffel der Castingshow The Voice van Vlaanderen teil. Bei den „Blind Auditions“ überzeugte sie alle vier Jurymitglieder mit ihrer Version des Songs Sweet Dreams und wählte anschließend Alex Callier, Mitglied der Band Hooverphonic, als Coach aus. Im weiteren Verlauf coverte sie unter anderem die Songs Bitter Sweet Symphony, Running Up That Hill und Troy. Callier kommentierte ihre Performance mit den Worten:

“Elke keer maakt ze haar eigen versie van een nummer, ik hoef dat niet voor har te doen. Nooit is het een simpele kopij. Zelfs als ze een nummer tien keer zingt, zingt ze het tien keer anders. Dat is voor mij een echt goeie solozangeres.”

„Jedes Mal macht sie ihre eigene Version einer Nummer, ich  muss das nicht für sie tun. Es ist niemals eine simple Kopie. Selbst wenn sie ein Lied zehnmal singt, singt sie es zehnmal anders. Das macht für mich eine echt gute Solosängerin aus.“

Im Finale der Show, das sie gewann, wurde Cruysberghs beim Hooverphonic-Song Mad about you von Callier auf der Gitarre begleitet.
Nach ihrem Sieg bei der Castingshow sollte sie eine Solo-Single aufnehmen, für die ihr Callier zehn Songs vorschlug. Sie entschied sich für Romantic. Diesen Song hatte Callier bereits für Hooverphonic vorgesehen, aber bisher noch keine geeignete Sängerin dafür gefunden. Cruysberghs schlug daraufhin vor, als Sängerin bei Hooverphonic einzusteigen. Sie erhielt die Aufgabe, innerhalb von drei Wochen das gesamte Repertoire der Band einzustudieren und auf einem privaten Konzert vorzutragen. Nachdem sie diesen Test bestanden hatte, bekam sie den Job.
Erstes Album mit Cruysberghs als Sängerin war das 2018 erschienene Looking for stars. Ihre Live-Auftritte mit der Band erhielten überwiegend positive Kritiken.

« Elle n'est encore qu'une ado, mais elle chante déjà avec la passion et le pathos d'une femme ayant traversé toutes les turbulences de la vie. »

„Sie ist noch ein Teenager, aber sie singt bereits mit der Leidenschaft und dem Pathos einer Frau, die alle Turbulenzen des Lebens durchgemacht hat.“

Beim Eurovision Song Contest 2020 sollte Cruysberghs den Song Release me vortragen, die Veranstaltung wurde jedoch wegen der Covid-19-Pandemie abgesagt.
Am 9. November 2020 wurde bekannt, dass Hooverphonic die Zusammenarbeit mit Cruysberghs beendet, weil die langjährige Sängerin Geike Arnaert zur Band zurückkehrt.
Im Dezember 2020 trat sie bei einer Benefiz-Show anlässlich des Rode Neuzen Dag mit einer Cover-Version des Songs She will be loved von Maroon 5 auf.
Ihre erste Solo-Single Not Too Late veröffentlichte sie im August 2021.